# Hallel

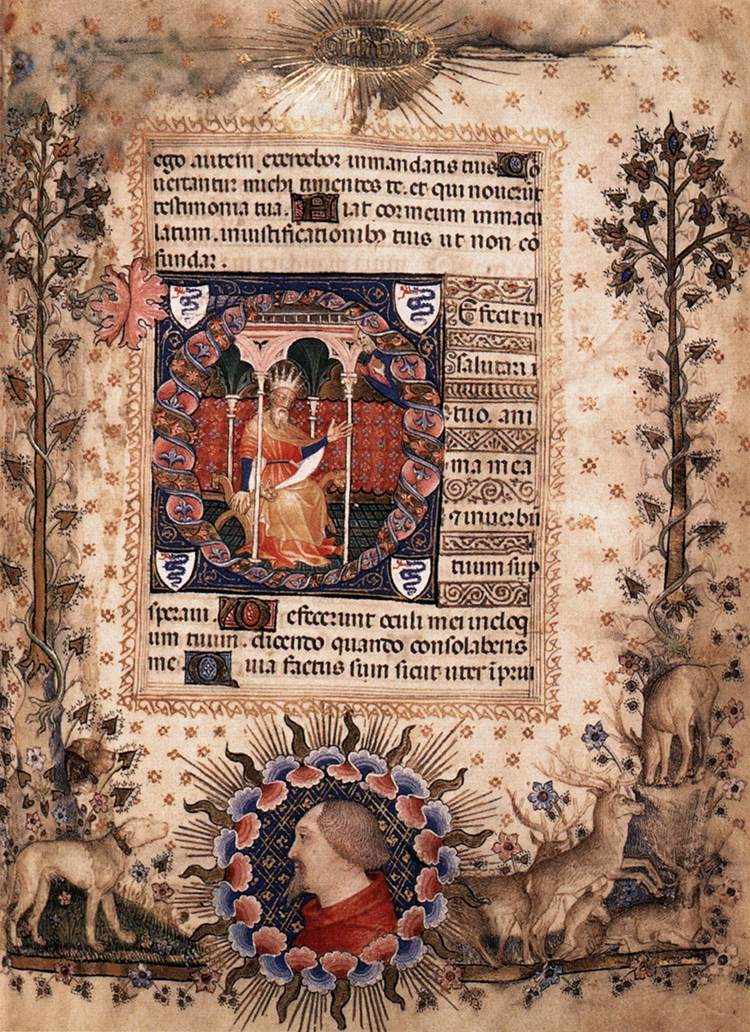
Códice con el salmo 118.

'Hallel, Halel o Hal-hel (del hebreo הלל, "alabanza") es una oración judía basada en los salmos bíblicos 113-118, que es utilizada como alabanza y agradecimiento y recitada por los judíos en las festividades. Hay dos versiones:
- Hallel completo: compuesto por los salmos 113-118, es recitado apenas en las grandes celebraciones.
- Hallel parcial: son omitidas las partes iniciales del salmo 115 (versículos 1 a 11) y del 116 (1 a 11), siendo recitada en el primer día de cada mes (Rosh Jodesh) y en los días siguientes a la festividad de Pésaj.

El hallel está compuesto por seis salmos (113-118), que son recitados como una unidad. Generalmente es cantado en voz alta como parte del Shacharit (por la mañana), después de la Amidá o durante las oraciones nocturnas de la primera noche de la Pésaj, excepto por judíos lituanos y alemanes, y por todas las comunidades, como acción de gracias, durante el Séder de Pésaj. Los dos primeros salmos, el 113 y 114, son cantados antes de la comida y los cuatro restantes al terminar.
Nunca se recita durante el Rosh Hashanah ni el Yom Kippur.